# Jérôme Dufromont
Jérôme Dufromont (* 13. Februar 1913 in Kortrijk; † 23. Oktober 1986 ebenda) war ein belgischer Radrennfahrer.

## Sportliche Laufbahn
1936 wurde er Unabhängiger und 1937 Berufsfahrer im Radsportteam Armor-Dunlop.
Mit dem Erfolg im Etappenrennen Tour du Nord 1939 hatte er seinen bedeutendsten Erfolg als Radprofi. 1938 war er Dritter in diesem Rennen geworden und hatte eine Etappe gewonnen. 1935 wurde er Zweiter bei Gent–Wevelgem hinter Albert Depreitere, 1934 war er Dritter in diesem Rennen. 1946 wurde er Zweiter im Eintagesrennen Paris–Arras und gewann den Schal Sels, 1947 gewann er eine Etappe der Belgien-Rundfahrt. Im Giro d’Italia 1948 schied er aus. In den Rennen der Monumente des Radsports war der 6. Platz bei Lüttich–Bastogne–Lüttich 1938 sein bestes Resultat.